# Precedente jurídico
Um precedente é um princípio ou regra - normas jurídicas - estabelecido em um caso jurídico anterior que é vinculante ou persuasivo sem a necessidade de recursos a outros tribunais ao decidirem casos subsequentes com questões ou fatos semelhantes. Refere-se a uma decisão judicial que é considerada como tendo eficácia para decidir casos subsequentes envolvendo fatos idênticos ou semelhantes, ou questões jurídicas semelhantes. O precedente está incorporado à doutrina do stare decisis e exige que os tribunais apliquem a lei da mesma maneira aos casos com os mesmos fatos. Alguns juízes afirmaram que o precedente garante que indivíduos em situações semelhantes sejam tratados da mesma forma, em vez de se basearem nas opiniões pessoais de um determinado juiz. Os sistemas jurídicos de direito comum dão grande valor à decisão de casos de acordo com regras de princípios consistentes, de modo que fatos semelhantes produzam resultados semelhantes e previsíveis, e a observância do precedente é o mecanismo pelo qual esse objetivo é alcançado.
Se os fatos ou questões de um caso diferem daqueles de um caso anterior, o caso anterior não pode ser precedente. A Suprema Corte norte-americana no caso "Cooper Industries, Inc.versus A Aviall Services Inc." reiterou que “[questões] meramente ocultas nos autos, não levadas ao conhecimento do tribunal nem decididas, não devem ser consideradas como precedente". Portanto, uma decisão prévia serve apenas como precedente para questões, dados os fatos particulares, que o tribunal considerou explicitamente ao tomar sua decisão. O precedente é geralmente estabelecido por uma série de decisões. Às vezes, uma única decisão pode criar um precedente. Por exemplo, uma única interpretação legal pela mais alta corte de um estado é geralmente considerada originalmente como parte da lei.
O princípio pelo qual os juízes estão vinculados aos precedentes é conhecido como stare decisis, uma frase latina com o significado literal de "manter as coisas como foram decididas". O precedente de direito comum é um terceiro tipo de lei, em pé de igualdade com a lei estatutária (isto é, estatutos e códigos promulgados por órgãos legislativos) e legislação subordinada (ou seja, regulamentos promulgados por agências do poder executivo, na forma de legislação delegada), conforme o jargão do Reino Unido – ou lei regulatória (no jargão dos EUA).
A jurisprudência, em jurisdições de direito consuetudinário, é o conjunto de decisões de tribunais de apelação de outras decisões que podem ser citadas como precedentes. Na maioria dos países, incluindo a maioria dos países europeus, o termo é aplicado a qualquer conjunto de decisões sobre leis, que são guiadas por decisões anteriores, por exemplo, decisões anteriores de uma agência governamental. Essencial para o desenvolvimento da jurisprudência é a publicação e indexação de decisões para uso de advogados, tribunais e público em geral, na forma de relatórios jurídicos. Embora todas as decisões sejam precedentes (embora em níveis variados de autoridade, conforme discutido ao longo deste artigo), algumas se tornam "casos principais" ou "decisões marcantes" que são citadas com frequência.
De um modo geral, um precedente legal é dito ser:
- aplicado (applied, se o precedente for vinculante) / adotado (adopted, se o precedente for persuasivo), se os princípios subjacentes à decisão anterior forem usados adequadamente para avaliar as questões do caso subsequente;
- distinguido (distinguished), se os princípios subjacentes à decisão anterior forem considerados específicos ou fundamentados em determinados cenários fáticos, e não se aplicarem ao caso posterior por inexistência ou diferença material nos fatos deste último; ou
- anulado (overruled), se os mesmos tribunais ou tribunais superiores em recurso ou determinação de processos posteriores consideraram os princípios subjacentes à decisão anterior erróneos de direito ou ultrapassados por nova legislação ou desenvolvimentos.

Em contraste, os sistemas de direito civil aderem a um positivismo jurídico, em que as decisões passadas geralmente não têm o efeito precedente e vinculante que têm na tomada de decisões no direito comum; o controle de constitucionalidade praticado pelos tribunais constitucionais pode ser considerado uma notável exceção.

## Princípio Legal
Stare decisis (do latim "ficar as coisas como decididas") é um princípio legal pelo qual os juízes são obrigados a respeitar o precedente estabelecido por decisões anteriores. As palavras se originam da formulação do princípio na máxima latina Stare decisis et non quieta movere : "manter as decisões e não perturbar os imperturbados". Em um contexto legal, isso significa que os tribunais devem respeitar os precedentes e não perturbar/modificar as questões resolvidas. O princípio pode ser dividido em dois componentes:
1. Uma decisão proferida por um tribunal superior, ou pelo mesmo tribunal em uma decisão anterior, é precedente vinculante que o próprio tribunal e todos os seus tribunais inferiores devem seguir.[6]
2. Um tribunal pode derrubar seu próprio precedente, mas deve fazê-lo apenas se existir uma forte razão para fazê-lo e, mesmo nesse caso, deve ser guiado por princípios de tribunais superiores, laterais e inferiores.[6]

O segundo princípio, referente ao precedente persuasivo, reflete a ampla orientação do precedente que um tribunal pode utilizar para chegar a todas as suas decisões.

## Jurisprudência nos sistemas daCommom Law(Direito Comum)
Na tradição do direito consuetudinário, os tribunais decidem a lei aplicável a um caso interpretando os estatutos e aplicando os precedentes, que registram como e por que casos anteriores foram decididos. Ao contrário da maioria dos sistemas de direito civil, os sistemas de direito consuetudinário seguem a doutrina do stare decisis, segundo a qual a maioria dos tribunais está vinculada por suas próprias decisões anteriores em casos semelhantes, e todos os tribunais inferiores devem tomar decisões consistentes com decisões anteriores de tribunais superiores. Por exemplo, na Inglaterra, a "Corte Alta" e a Corte de Apelações estão vinculadas por suas próprias decisões anteriores, mas o Supremo Tribunal do Reino Unido é capaz de se desviar de suas decisões anteriores, embora na prática raramente o faça.
De um modo geral, os tribunais superiores não têm poder de supervisão direta sobre os processos quotidianos nos tribunais inferiores, na medida em que não podem, por iniciativa própria, a qualquer momento reverter ou anular decisões dos tribunais inferiores. Normalmente, o ônus recai sobre os litigantes de recorrer das decisões (incluindo aquelas em clara violação da jurisprudência estabelecida) para os tribunais superiores. Se um juiz agir contra precedente e o caso não for apelado, a decisão será mantida.
Um tribunal inferior não pode decidir contra um precedente vinculante, mesmo que o tribunal inferior considere que o precedente é injusto; o tribunal inferior pode apenas expressar a esperança de que um tribunal superior ou a legislatura reformule a regra em questão. Se o tribunal acredita que desenvolvimentos ou tendências no raciocínio jurídico tornam o precedente inútil e deseja evitá-lo e ajudar a evolução do direito, o tribunal pode considerar que o precedente é inconsistente com a autoridade subsequente ou que o precedente deve ser "distinguido: por alguma diferença material entre os fatos dos casos. Se essa decisão for apelada, o tribunal de apelação terá a oportunidade de rever tanto o precedente quanto o caso recorrido, talvez anulando a jurisprudência anterior, estabelecendo um novo precedente de autoridade superior. Lord Denning, primeiro chefe do Supremo Tribunal de Justiça, depois do Tribunal de Recursos, forneceu um exemplo famoso desse processo evolutivo em seu desenvolvimento do conceito de preclusão a partir do caso High Trees: Central London Property Trust Ltd v. High Trees House.
Os juízes podem recorrer a vários tipos de autoridade persuasiva para chegar a uma decisão em um caso. Fontes não vinculativas amplamente citadas incluem enciclopédias jurídicas como Corpus Juris Secundum e Halsbury's Laws of England, ou o trabalho publicado da Law Commission ou do American Law Institute. Alguns órgãos têm poderes estatutários para emitir orientações com autoridade persuasiva ou efeito estatutário semelhante, como o Código Rodoviário.
Em sistemas de direito federal ou multijurisdicional, podem existir conflitos entre os vários tribunais inferiores de apelação. Às vezes, essas diferenças podem não ser resolvidas e pode ser necessário distinguir como a lei é aplicada em um distrito, província, divisão ou departamento de apelação. Normalmente, apenas um recurso aceito pelo tribunal de última instância resolverá essas diferenças e, por muitas razões, esses recursos muitas vezes não são concedidos. Qualquer tribunal pode procurar distinguir seu caso presente de um precedente vinculante, para chegar a uma conclusão diferente. A validade de tal distinção pode ou não ser aceita em recurso. Um tribunal de apelação também pode propor uma análise inteiramente nova e diferente daquela dos tribunais de primeira instância, podendo ou não estar vinculado por suas próprias decisões anteriores, ou em qualquer caso pode distinguir as decisões com base em diferenças significativas nos fatos aplicáveis a cada caso. Ou, um tribunal pode ver o assunto perante ele como uma " primeira impressão ", não governada por qualquer precedente controlador.
Quando vários membros de um tribunal de múltiplos juízes escrevem opiniões separadas, o raciocínio pode ser diferente; somente a ratio decidendi (razão da decisão) da maioria se torna precedente vinculante. Por exemplo, se um tribunal de 12 membros dividir em quatro opiniões diferentes sobre várias questões diferentes, qualquer raciocínio que cada um dos dos votos em cada questão específica torna-se precedente, e as maiorias de sete juízes podem diferir de questão para questão. emitir. Todos podem ser citados como persuasivos (embora, é claro, as opiniões que concordam com o resultado da maioria sejam mais persuasivas do que os dissidentes).
Independentemente das regras de precedentes, o peso realmente dado a qualquer opinião divulgada pode depender da reputação tanto do tribunal quanto dos juízes com relação à questão específica. Por exemplo, nos Estados Unidos, o Segundo Circuito (Nova York e estados vizinhos) é especialmente respeitado em direito comercial e de valores mobiliários, o Sétimo Circuito (em Chicago), especialmente o juiz Posner, é altamente respeitado em leis antitruste, e o Distrito de Columbia Circuito é altamente considerado em direito administrativo.

## Categorias e classificações de precedentes e efeitos da classificação

### Verticalidade
Geralmente, um sistema de tribunais de direito comum (common law) tem tribunais de primeira instância, tribunais de apelação intermediários e um tribunal supremo. Os tribunais inferiores conduzem quase todos os processos de julgamento. Os tribunais inferiores são obrigados a obedecer aos precedentes estabelecidos pelo tribunal de apelação para sua jurisdição, e todos os precedentes do tribunal supremo.

A explicação da Suprema Corte da Califórnia para este princípio é que
[s]obre a doutrina do stare decisis, todos os tribunais que exercem jurisdição inferior são obrigados a seguir as decisões dos tribunais que exercem jurisdição superior. Caso contrário, a doutrina do stare decisis não faz sentido. As decisões deste tribunal são obrigatórias e devem ser seguidas por todos os tribunais estaduais da Califórnia. As decisões de todas as divisões dos Tribunais Distritais de Apelação são obrigatórias para todos os tribunais de justiça e municipais e para todos os tribunais superiores deste estado, e isso acontece quer o tribunal superior esteja ou não atuando como tribunal de primeira instância ou de apelação. Os tribunais de jurisdição inferior devem aceitar a lei declarada pelos tribunais de jurisdição superior. Não é sua função tentar anular decisões de um tribunal superior.
Um tribunal de apelação estadual intermediário geralmente é obrigado a seguir as decisões da mais alta corte desse estado. A aplicação da doutrina do stare decisis de um tribunal superior para um tribunal inferior é às vezes chamada de stare decisis vertical.

### Horizontalidade

Mapa com as Cortes de Apelação e os Distritos Jurisdicionais

A ideia de que um juiz está vinculado (ou pelo menos deveria respeitar) decisões de juízes anteriores de nível similar ou coordenado é chamada de stare decisis horizontal. No sistema de tribunais federais dos Estados Unidos, os tribunais de apelação intermediários são divididos em treze "circuitos", cada um cobrindo uma faixa de território que varia em tamanho desde o Distrito de Columbia sozinho e até sete estados. Cada painel de juízes do tribunal de apelação de um circuito é obrigado a obedecer às decisões anteriores de apelação do mesmo circuito. O precedente de um tribunal de apelações dos Estados Unidos pode ser anulado apenas pelo tribunal en banc, ou seja, uma sessão de todos os juízes de apelação ativos do circuito, ou pela Suprema Corte dos Estados Unidos, não simplesmente por um trio diferente - painel de juízes.
Quando um tribunal se vincula, essa aplicação da doutrina do precedente é às vezes chamada de stare decisis horizontal. O estado de Nova York tem uma estrutura de apelação semelhante, pois é dividido em quatro departamentos de apelação supervisionados pelo Tribunal de Apelações de Nova York. As decisões de um departamento de apelação não vinculam outro e, em alguns casos, os departamentos diferem consideravelmente nas interpretações da lei.

### Federalismo e tribunais estaduais e federais paralelos
Nos sistemas federais, a divisão entre lei federal e lei estadual pode resultar em interações complexas. Nos Estados Unidos, os tribunais estaduais não são considerados inferiores aos tribunais federais, mas constituem um sistema judicial paralelo.
- Quando um tribunal federal decide sobre uma questão de lei estadual, o tribunal federal deve seguir o precedente dos tribunais estaduais, sob a doutrina Erie. Se uma questão de lei estadual surgir durante um caso em um tribunal federal e não houver uma decisão sobre o assunto da mais alta corte do estado, o tribunal federal deve tentar prever como os tribunais estaduais resolveriam a questão analisando as decisões de tribunais estaduais de apelação, ou, se permitido pela constituição do estado relevante, submeter a questão aos tribunais estaduais.[18]
- Por outro lado, quando um tribunal estadual decide sobre uma questão de lei federal, o tribunal estadual está vinculado apenas às decisões do Supremo Tribunal Federal, mas não às decisões dos tribunais de apelação distritais ou de circuito. No entanto, alguns estados adotaram a prática de se considerarem vinculados às decisões do tribunal de apelação que abrangem seus estados, por uma questão de cortesia e não por obrigação constitucional.[19][20][21][22]

Na prática, no entanto, os juízes de um sistema quase sempre optarão por seguir a jurisprudência relevante no outro sistema para evitar resultados divergentes e minimizar o fenômeno chamado "foro de compra" (Forum shopping), ou seja, o protocolo intencional de ações ou recursos num tribunal específico que possui entendimento favorável ao pedido da parte, levando a uma procura específica por julgamentos favoráveis daquele Tribunal ou Juízo.

### Súmula vinculante
O precedente que deve ser aplicado ou seguido é conhecido como precedente vinculante (alternadamente, precedente metafórico, autoridade obrigatória ou vinculante, etc.). Sob a doutrina do stare decisis, um tribunal inferior deve respeitar as conclusões da lei feitas por um tribunal superior que está dentro do caminho de apelação dos casos que o tribunal ouve. Nos tribunais estaduais e federais dos Estados Unidos da América, a jurisdição é frequentemente dividida geograficamente entre os tribunais de primeira instância, muitos dos quais estão sob o território de um tribunal de apelação regional. Todos os tribunais de apelação estão subordinados a um tribunal superior (às vezes, mas nem sempre chamado de "tribunal supremo"). Por definição, as decisões dos tribunais inferiores não vinculam os tribunais superiores no sistema, nem as decisões dos tribunais de apelação vinculam os tribunais locais que se enquadram em um tribunal de apelação diferente. Além disso, os tribunais devem seguir suas próprias decisões sobre lei feitas anteriormente em outros casos e respeitar as decisões tomadas por outros tribunais em disputas entre as partes perante eles referentes ao mesmo padrão de fatos ou eventos, o chamado "Law of the case re", ou seja, a decisão anterior de um tribunal é um precedente vinculante para o próprio tribunal).
Na lei, um precedente vinculante (também conhecido como precedente obrigatório ou autoridade vinculante) é um precedente que deve ser seguido por todos os tribunais inferiores sob os sistemas jurídicos de direito comum. No direito inglês, geralmente é criado pela decisão de um tribunal superior, como o Supremo Tribunal do Reino Unido, que assumiu as funções judiciais da Câmara dos Lordes em 2009. No direito civil e nos sistemas pluralistas, o precedente não é vinculativo mas a jurisprudência é tida em conta pelos tribunais.
A súmula vinculante baseia-se no princípio jurídico do stare decisis. Stare decisis significa manter as coisas decididas. Garante certeza e consistência na aplicação da lei. Os precedentes vinculantes existentes de casos passados são aplicados, em princípio, a novas situações por analogia.

Um professor de direito descreveu o precedente obrigatório da seguinte forma:
Dada uma determinação quanto à jurisdição governante, um tribunal é "obrigado" a seguir um precedente dessa jurisdição apenas se estiver diretamente em questão. No sentido mais forte, "diretamente no ponto" significa que: (1) a questão resolvida no caso precedente é a mesma que a questão a ser resolvida no caso pendente, (2) a resolução dessa questão foi necessária para a resolução de o caso precedente; (3) os fatos relevantes do caso precedente também são apresentados no caso pendente, e (4) nenhum fato adicional aparece no caso pendente que possa ser tratado como significativo.
Em circunstâncias extraordinárias, um tribunal superior pode anular um precedente obrigatório, mas muitas vezes tentará distinguir ou diferenciar o precedente antes de derrubá-lo, limitando assim o escopo do precedente. Sob o sistema legal dos EUA, os tribunais são organizados em uma hierarquia. No topo do sistema federal ou nacional está o Supremo Tribunal Federal, e abaixo estão os tribunais federais inferiores. Os sistemas judiciários estaduais têm estruturas hierárquicas semelhantes à do sistema federal. A Suprema Corte dos EUA tem autoridade final em questões sobre o significado da lei federal, incluindo a Constituição dos EUA. Por exemplo, quando a Suprema Corte diz que a Primeira Emenda se aplica de uma maneira específica a processos por calúnia, então todo tribunal está vinculado a esse precedente em sua interpretação da Primeira Emenda como se aplica a processos por calúnia. Se um juiz do tribunal inferior discordar de um precedente do tribunal superior sobre o que a Primeira Emenda deveria significar, o juiz do tribunal inferior deve decidir de acordo com o precedente vinculante. Até que o tribunal superior altere a decisão (ou a própria lei seja alterada), o precedente vinculante tem autoridade sobre o significado da lei.
Os tribunais inferiores estão vinculados ao precedente estabelecido pelos tribunais superiores em sua região. Assim, um tribunal distrital federal que esteja dentro dos limites geográficos do Tribunal de Apelações do Terceiro Circuito (o tribunal de apelações de nível médio que ouve apelações de decisões de tribunais distritais de Delaware, Nova Jersey, Pensilvânia e Ilhas Virgens) está vinculado a decisões do Tribunal do Terceiro Circuito, mas não por decisões do Nono Circuito (Alasca, Arizona, Califórnia, Guam, Havaí, Idaho, Montana, Nevada, Ilhas Marianas do Norte, Oregon e Washington), uma vez que os Tribunais de Apelação do Circuito (ou região federal) têm jurisdição definida pela geografia. Os Tribunais de Apelação do Circuito podem interpretar a lei como quiserem, desde que não haja um precedente vinculante da Suprema Corte. Uma das razões comuns pelas quais a Suprema Corte concede um certiorari (ou seja, eles concordam em ouvir um caso) é se houver um conflito entre os tribunais de circuito quanto ao significado de uma lei federal.
Há três elementos necessários para que um precedente funcione. Em primeiro lugar, a hierarquia dos tribunais precisa ser aceita e um sistema eficiente de relatórios legais. "Deve-se encontrar um equilíbrio entre a necessidade, por um lado, da segurança jurídica decorrente do efeito vinculante das decisões anteriores, e, por outro, evitar a restrição indevida ao bom desenvolvimento do direito" (Declaração de Prática de 1966 (Súmula Judicial de 1966). ) por Lord Gardiner LC).

#### Precedentes vinculantes no direito inglês
Os juízes estão vinculados à lei do precedente vinculante na Inglaterra e no País de Gales e outras jurisdições de direito comum. Esta é uma característica distintiva do sistema jurídico inglês. Na Escócia e em muitos países do mundo, particularmente na Europa continental, o direito civil significa que os juízes levam a jurisprudência em consideração de maneira semelhante, mas não são obrigados a fazê-lo e são obrigados a considerar o precedente em termos de princípio. As decisões de seus colegas juízes podem ser persuasivas, mas não são obrigatórias. Sob o sistema jurídico inglês, os juízes não têm necessariamente o direito de tomar suas próprias decisões sobre o desenvolvimento ou interpretações da lei. Eles podem ser vinculados por uma decisão tomada em um caso anterior. Dois fatos são cruciais para determinar se um precedente é vinculante:
1. A posição na hierarquia do tribunal do tribunal que decidiu o precedente, em relação à posição no tribunal que julga o caso atual.[29]
2. Se os factos do presente caso se enquadram no âmbito do princípio do direito em decisões anteriores.[29]

Em uma situação de conflito de leis, as normas cogentes com eficácia geral e os princípios do direito comum, como na Declaração Universal dos Direitos Humanos, em graus variados em diferentes jurisdições, são considerados predominantes, o que significa que são usados para "ler" a legislação, que está dando a eles uma interpretação proposital particular, por exemplo, aplicando a jurisprudência dos tribunais do Tribunal Europeu de Direitos Humanos (jurisprudência).

#### Super "stare decisis"
"Super stare decisis " é um termo usado para um precedente importante que é resistente ou imune a ser derrubado, independentemente de se decidir corretamente em primeiro lugar. Pode ser visto como sendo um precedente de enorme força ou alternativamente, para expressar uma crença, ou uma crítica a essa crença, de que algumas decisões não devem ser anuladas.
Em 1976, Richard Posner e William Landes cunharam o termo "super-precedente" em um artigo que escreveram sobre testar teorias de precedentes contando citações. Posner e Landes usaram este termo para descrever o efeito influente de uma decisão citada. O termo "superprecedente" mais tarde passou a ser associado a uma questão diferente: a dificuldade de reverter uma decisão. Em 1992, o professor de Rutgers Earl Maltz criticou a decisão da Suprema Corte em Planned Parenthood v. Casey por endossar a ideia de que se um lado pode assumir o controle da Corte em uma questão de grande importância nacional (como em Roe v. Wade ), esse lado pode proteger sua posição de ser revertida "por uma espécie de decisão muito bem colocada". A ideia controversa de que algumas decisões são virtualmente imunes a serem revogadas, independentemente de terem sido decididas corretamente em primeiro lugar, é a ideia à qual o termo "super stare decisis " agora geralmente se refere.
O conceito de superstare decisis (ou "super-precedente") foi mencionado durante as audiências do Chefe de Justiça John Roberts e do juiz Samuel Alito perante o Comitê Judiciário do Senado. Antes do início das audiências de Roberts, o presidente do comitê, senador Arlen Specter da Pensilvânia, escreveu um artigo de opinião no The New York Times referindo-se ao caso Roe v. Wade como um "super precedente". Ele revisitou esse conceito durante as audiências, mas nem Roberts nem Alito endossaram o termo ou o conceito.

### Precedente Persuasivo
Precedente persuasivo (tambémchamado de autoridade persuasiva) é precedente ou outro escrito legal que não é precedente vinculante, mas que é útil ou relevante e que pode orientar o juiz na tomada de decisão em um caso atual. Precedentes persuasivos incluem casos decididos por tribunais inferiores, por tribunais pares ou superiores de outras jurisdições geográficas, casos feitos em outros sistemas paralelos (por exemplo, tribunais militares, tribunais administrativos, tribunais indígenas/tribais, tribunais estaduais versus tribunais federais nos Estados Unidos), declarações feitas "em obiter dicta", tratados ou revisões de direito acadêmico e, em algumas circunstâncias excepcionais, casos de outras nações, tratados, órgãos judiciais mundiais, etc. Em um "caso de primeira impressão" (matter of first impression, em inglês), os tribunais geralmente se baseiam em precedentes persuasivos de tribunais de outras jurisdições que já trataram de questões semelhantes. O precedente persuasivo pode se tornar obrigatório por meio de sua adoção por um tribunal superior. No direito civil e nos sistemas pluralistas, como no direito escocês, o precedente não é vinculativo, mas a jurisprudência é levada em consideração pelos tribunais.

#### Tribunais superiores em outros circuitos (ou regiões federais)
Um tribunal pode levar em conta a decisão de um tribunal superior que não é vinculativa. Por exemplo, um tribunal distrital no Primeiro Circuito (ou região federal) dos Estados Unidos poderia considerar uma decisão proferida pelo Tribunal de Apelações dos Estados Unidos para o Nono Circuito como autoridade persuasiva.

#### Incorporação de precedentes de foma "horizontal"
Os tribunais podem considerar decisões proferidas em outros tribunais que tenham autoridade equivalente no sistema legal. Por exemplo, um tribunal de apelação de um distrito (ou região federal) pode considerar uma decisão emitida por um tribunal de apelação de outro distrito.

#### Declarações feitas emobiter dicta
Os tribunais podem considerar obiter dicta em pareceres de tribunais superiores, ou seja, a parte essencial da decisão que poderá vincular futuros precedentes. Uma dicta ou obiter dicta (elemento essencial da decisão) consiste a parte ou frase fundamental da decisão judicial. Uma Dicta de um tribunal superior, embora não vinculante, muitas vezes será persuasivo para tribunais inferiores. A frase obiter dicta geralmente é traduzida como "outras coisas ditas", mas devido ao grande número de juízes e opiniões individuais concordantes, muitas vezes é difícil distinguir da ratio decidendi (motivo da decisão). Por essas razões, o obiter dicta muitas vezes pode ser levado em consideração por um tribunal. Um litigante também pode considerar obiter dicta se um tribunal já havia sinalizado que um determinado argumento legal é fraco e pode até justificar sanções se repetido.

#### Opiniões divergentes
Um caso decidido por um painel de múltiplos juízes pode resultar em uma decisão dividida. Embora apenas a opinião da maioria seja considerada precedente, um juiz derrotado ainda pode publicar uma opinião divergente. Padrões comuns para opiniões divergentes incluem:
- uma explicação de como o resultado do caso pode ser diferente em fatos ligeiramente diferentes, na tentativa de limitar a participação da maioria.[36]
- Inserindo elementos para uma futura anulação da opinião da maioria.[36]

Um juiz em um caso posterior, particularmente em uma jurisdição diferente, poderia achar o raciocínio do juiz dissidente persuasivo. No foro da decisão originária, porém, o juiz só deve revogar a decisão de tribunal inferior ou equivalente na hierarquia. Um tribunal distrital, por exemplo, não poderia se basear em uma dissidência da Suprema Corte como base para desviar-se do raciocínio da opinião majoritária. No entanto, os tribunais inferiores ocasionalmente citam divergências, seja por um princípio limitador da maioria, ou por proposições que não são declaradas na opinião da maioria e não são inconsistentes com essa maioria, ou para explicar um desacordo com a maioria e exortar a reforma (ao seguir a maioria no resultado).

#### Tratados, reformulações, artigos de revisão de leis
Os tribunais podem considerar os escritos de juristas eminentes em tratados, reformulações da lei e revisões da lei, chamados. A extensão em que os juízes consideram esses tipos de escritos persuasivos variará amplamente com elementos como a reputação do autor e a relevância do argumento.
No Brasil, a literatura jurídica é também denominada como doutrina.

#### Efeito persuasivo de decisões de outras jurisdições
Os tribunais da Inglaterra e do País de Gales são livres para considerar as decisões de outras jurisdições e dar-lhes a importância persuasiva que o tribunal inglês achar adequado, mesmo que essas outras decisões não sejam precedentes vinculantes. As jurisdições que estão mais próximas do direito consuetudinário inglês moderno têm maior probabilidade de receber peso persuasivo (por exemplo, estados da Commonwealth, como Canadá, Austrália ou Nova Zelândia). Um peso persuasivo pode ser dado a outros tribunais de direito consuetudinário, como os dos Estados Unidos, na maioria das vezes onde os tribunais americanos têm sido particularmente inovadores, por exemplo, em responsabilidade pelo produto e certas áreas do direito contratual.
Nos Estados Unidos, especialmente no final do século XX e no início do século XXI, a ideia de usar uma lei estrangeira ou um precedente de outro país é considerado estranho por alguns estudiosos. A Suprema Corte se divide nesta questão. Essa crítica é recente, pois no início da história dos Estados Unidos, a citação da autoridade inglesa era onipresente. Um dos primeiros atos de muitas das novas legislaturas estaduais foi adotar o corpo da lei comum inglesa na lei do estado. A citação de casos ingleses era comum durante o século XIX e até ao século XX. Mesmo no final do século XX e início do século XXI, é relativamente incontroverso que os tribunais estaduais americanos se baseiem nas decisões inglesas para questões de pura lei comum (ou seja, feitas por juízes).
Dentro dos sistemas jurídicos federais de vários países de direito consuetudinário, e mais especialmente dos Estados Unidos, é relativamente comum que os distintos sistemas judiciais de nível inferior (por exemplo, tribunais estaduais nos Estados Unidos e Austrália, tribunais provinciais no Canadá) considerem a decisões de outras jurisdições dentro do mesmo país como precedente persuasivo. Particularmente nos Estados Unidos, a adoção de uma teoria jurídica por um grande número de outros tribunais estaduais é considerada uma evidência altamente persuasiva de que tal doutrina é preferida. Um bom exemplo é a adoção no Tennessee da chamda "negligência comparativa" (substituindo a negligência contributiva como uma barreira completa à recuperação) pela decisão de 1992 da Suprema Corte do Tennessee McIntyre v. Balentine (a essa altura, todas as jurisdições dos EUA, exceto Tennessee, cinco outros estados e o Distrito de Colúmbia, adotaram esquemas de negligência comparativa).
A negligência comparativa trata-s de um princípio de responsabilidade civil que se utiliza nos contratos de seguros contra acidentes em determinados estados americanos. A negligência comparativa define que, quando ocorre um acidente, a culpa e /ou negligência de cada parte envolvida se baseia em suas respectivas contribuições para o acidente. Isso permite que as seguradoras atribuam culpa e paguem os sinistros de seguro de acordo. Também denominada na doutrina jurídica brasileira como culpa concorrente.
Além disso, na lei americana, a doutrina Erie exige que os tribunais federais em ações de "jurisidição de diversidade" (casos em que os Tribunais Federais podem apreciar matérias de cunho estadual) apliquem a lei substantiva estadual, mas de maneira consistente com a forma como o tribunal acredita que a mais alta corte do estado decidiria nesse caso. Uma vez que tais decisões não são obrigatórias para os tribunais estaduais, mas muitas vezes são muito bem fundamentadas e úteis, os tribunais estaduais citam interpretações federais da lei estadual com bastante frequência como precedentes persuasivos, embora também seja bastante comum que um tribunal estadual rejeite a decisão de um tribunal federal. interpretação de sua jurisprudência.

### Decisões que não formam precedentes: decisões não publicadas, não publicação e despublicação, regras de não citação
A não publicização de pareceres, ou pareceres não publicizados, são aquelas decisões de tribunais que não estão disponíveis para citação como precedente porque os juízes que emitem o parecer consideram os casos como de menor valor precedente. A publicização seletiva é o processo legal pelo qual um juiz ou juízes de um tribunal decidem se uma decisão deve ou não ser publicizada. As decisões de apelação federais "não publicizadas" são publicadas no "Anexo Federal". A despublicização é o poder de um tribunal de tornar inédita uma ordem ou opinião publicizada anteriormente. O litígio que é resolvido fora do tribunal não gera decisão escrita, portanto, não tem efeito precedente. Como efeito prático, o Departamento de Justiça dos EUA resolve muitos casos contra o governo federal simplesmente para evitar a criação de um precedente adverso.

### Res judicata(coisa julgada), preclusão de pedido, preclusão de garantia, preclusão de emissão, direito do caso
Várias regras podem fazer com que uma decisão seja aplicada como um "precedente" restrito para impedir futuras posições jurídicas das partes específicas de um caso, mesmo que uma decisão não seja um precedente em relação a todas as outras partes.

#### Res judicata, preclusão de pedido
Uma vez decidido o caso, o mesmo autor não pode processar o mesmo réu novamente em qualquer reclamação decorrente dos mesmos fatos. A lei exige que os demandantes coloquem todas as questões na mesa em um único caso, para que o mesmo não seja dividido. Por exemplo, em um caso de acidente automobilístico, o autor não pode processar primeiro por danos materiais e, em seguida, danos pessoais em um caso separado. Isso é chamado de coisa julgada ou preclusão de reivindicação ("Res judicata" é o nome tradicional que remonta a séculos; o nome mudou para "reivindicar preclusão" nos Estados Unidos no final do século XX). A preclusão de reivindicação se aplica independentemente de o autor ganhar ou perder o caso anterior, mesmo que o caso posterior levante uma teoria jurídica diferente, mesmo que a segunda reivindicação seja desconhecida no momento do primeiro caso. As exceções são extremamente limitadas, por exemplo, se os dois pedidos de reparação devem necessariamente ser apresentados em tribunais diferentes (por exemplo, um pedido pode ser exclusivamente federal e o outro exclusivamente estadual).

#### Preclusão colateral, preclusão de emissão
Uma vez que um caso é definitivamente decidido, quaisquer questões decididas no caso anterior podem ser vinculantes para a parte que perdeu a questão em casos posteriores, mesmo em casos envolvendo outras partes. Por exemplo, se um primeiro caso decide que uma parte foi negligente, então outros demandantes podem se basear nessa determinação anterior em casos posteriores e não precisam reprovar a questão da negligência. Por outro exemplo, se uma patente for considerada inválida em um caso contra um infrator acusado, essa mesma patente será inválida contra todos os outros infratores acusados – a invalidade não precisa ser comprovada. Novamente, existem limites e exceções a esse princípio. O princípio é chamado de preclusão colateral ou preclusão de emissão.

#### Lei do caso
Dentro de um único caso, uma vez que tenha havido um primeiro recurso, tanto o tribunal de primeira instância quanto o próprio tribunal de apelação não revisarão mais a mesma questão e não revisarão uma questão que poderia ter sido apelada no primeiro recurso. As exceções são limitadas a três "circunstâncias excepcionais": (1) quando provas substancialmente diferentes são levantadas em um julgamento subsequente, (2) quando a lei muda após o primeiro recurso, por exemplo, por uma decisão de um tribunal superior, ou (3) quando uma decisão é claramente errônea e resultaria em uma injustiça manifesta. Este princípio é chamado de “lei do caso”.

### Clivagens de interpretação
Em muitas questões, as pessoas podem diferir. Quando duas dessas pessoas são juízes, a tensão entre duas linhas de precedentes pode ser resolvida da seguinte forma:

#### Clivagens jurisdicionais: desacordos entre diferentes regiões geográficas ou níveis de federalismo
Se os dois tribunais estiverem em jurisdições separadas e paralelas, não há conflito e duas linhas de precedentes podem persistir. Os tribunais de uma jurisdição são influenciados pelas decisões de outras, e regras de interpretação notavelmente melhores podem ser adotadas ao longo do tempo.

#### Divisão entre as diversas áreas do direito
Os tribunais buscam constituir o direito consuetudinário como uma "teia contínua" para que os princípios de uma área do direito se apliquem a outras áreas. No entanto, este princípio não se aplica uniformemente. Assim, uma palavra pode ter diferentes definições em diferentes áreas do direito, ou diferentes regras podem ser aplicadas para que uma questão tenha respostas diferentes em diferentes contextos jurídicos. Os juízes tentam minimizar esses conflitos, mas eles surgem de tempos em tempos, e sob princípios de stare decisis, podem persistir por algum tempo.

### Questão de primeira impressão (matter of first impression) ou caso sem precedentes
Uma questão de primeira impressão (também conhecida como "questão de primeira impressão", "caso de primeira impressão", ou, em latim,como primae impressionis) é uma questão em que as partes discordam sobre qual é a lei aplicável, e não há qualquer autoridade vinculante prévia, de modo que a questão deve ser decidida pela primeira vez. Um "caso de primeira impressão" apenas pode ocorrer em uma determinada jurisdição, ou seja, num mesmo tribunal. Por definição, um "caso de primeira impressão" não pode ser decidido por precedentes. Como não há precedente para o tribunal seguir, o tribunal usa a linguagem simples e o histórico legislativo de qualquer lei que deva ser interpretada, participações de outras jurisdições, autoridade persuasiva e analogias de decisões anteriores de outros tribunais (que podem ser superiores, pares, ou tribunais inferiores na hierarquia, ou de outras jurisdições), comentários e artigos de juristas e a própria lógica e senso de justiça do tribunal.

## O papel da jurisprudência no direito comum, no direito civil e nos sistemas mistos
Os diferentes papéis da jurisprudência na família do direito civil e nas tradições do direito consuetudinário criam diferenças na maneira como os tribunais tomam decisões. Os tribunais de direito comum geralmente explicam em detalhes a lógica legal por trás de suas decisões, com citações tanto da legislação quanto de julgamentos relevantes anteriores, e muitas vezes uma exegese dos princípios jurídicos mais amplos. Estes são chamados ratio decidendi (razão de decidir) e constituem um precedente vinculante para outros tribunais; outras análises não estritamente necessárias para a determinação do caso atual são chamadas de obiter dicta (parte essencial da decisão), que têm autoridade persuasiva, mas não são tecnicamente vinculantes. Por outro lado, as decisões em jurisdições de direito civil são geralmente mais breves, referindo-se apenas aos estatutos (leis), pouco analíticas e mais baseadas nos próprios fatos. A razão para essa diferença é que essas jurisdições de direito civil aplicam o positivismo legislativo – uma forma de positivismo jurídico – que sustenta que a legislação é a única fonte válida de direito porque foi votada democraticamente; assim, não é papel do judiciário criar a lei, mas sim interpretar e aplicar a lei e, portanto, suas decisões devem refletir isso.

### Sistemas de direito civil
Stare decisis não costuma ser uma doutrina utilizada em sistemas de direito civil, pois viola o princípio positivista legislativo de que somente o legislador pode fazer lei. Em vez disso, o sistema de direito civil baseia-se na doutrina da jurisprudência constante, segundo a qual, se um tribunal julgou uma linha consistente de casos que chegam às mesmas decisões usando raciocínio sólido, as decisões anteriores são altamente persuasivas, mas não controlam questões de lei. Esta doutrina é semelhante ao stare decisisna medida em que determina que a decisão de um tribunal deve tolerar um resultado coeso e previsível. Em teoria, os tribunais inferiores geralmente não estão vinculados aos precedentes dos tribunais superiores. Na prática, a necessidade de previsibilidade significa que os tribunais inferiores geralmente deferem o precedente dos tribunais superiores. Como resultado, o precedente de tribunais de última instância, como o Tribunal de Cassação francês e o Conselho de Estado, é reconhecido como vinculante de fato para os tribunais inferiores.
A doutrina da jurisprudência constante também influencia a forma como as decisões judiciais são estruturadas. Em geral, as decisões judiciais das jurisdições de direito consuetudinário fornecem uma ratio decidendi suficiente para orientar os futuros tribunais. A razão é usada para justificar uma decisão judicial com base em jurisprudência anterior, bem como para facilitar o uso da decisão como precedente para casos futuros. Em contraste, as decisões judiciais em algumas jurisdições de direito civil (mais proeminentemente na França) tendem a ser extremamente breves, mencionando apenas a legislação relevante e as disposições codais e não entrando na ratio decidendiem qualquer grande detalhe. Este é o resultado da visão positivista legislativa de que o tribunal está apenas interpretando a intenção do legislador e, portanto, a exposição detalhada é desnecessária. Por causa disso, a ratio decidendi (razão de decidir) é realizada por acadêmicos do direito (escritores doutrinários) que fornecem as explicações que em jurisdições de common law seriam fornecidas pelos próprios juízes.
Em outras jurisdições de direito civil, como os países de língua alemã, a ratio decidendi (razão de decidir) tende a ser muito mais desenvolvida do que na França, e os tribunais frequentemente citam casos anteriores e autores doutrinários. No entanto, alguns tribunais (como os tribunais alemães) dão menos ênfase aos fatos particulares do caso do que os tribunais de direito comum, mas têm mais ênfase na discussão de vários argumentos doutrinários e em encontrar qual é a interpretação correta da lei.
Os sistemas mistos dos países nórdicos às vezes são considerados um ramo do direito civil, mas às vezes são considerados separados da tradição do direito civil. Na Suécia, por exemplo, a jurisprudência desempenha um papel mais importante do que em alguns sistemas continentais de direito civil. Os dois tribunais superiores, o Supremo Tribunal (Högsta domstolen) e o Supremo Tribunal Administrativo (Högsta förvaltningsdomstolen), têm o direito de estabelecer precedentes que tenham autoridade persuasiva sobre todas as futuras aplicações da lei. Tribunais de apelação, sejam eles judiciais (hovrätter) ou administrativos ( kammarrätter), também podem emitir decisões que sirvam de guias para a aplicação da lei, mas essas decisões são persuasivas, não controladoras, e podem, portanto, ser derrubadas por tribunais superiores.
O Brasil, particularmente, é um país que adotada a civil law, o qual tem buscado, particularmente nos últimos vinte anos, o fortalecimento da jurisprudência, com a incorporação de ferramentas como as súmulas vinculantes e decisões judiciais de efeito geral.

### Sistemas mistos ou bijurídicos
Alguns sistemas mistos, como a lei escocesa na Escócia, a lei sul-africana, as leis das Filipinas e a lei de Quebec e Louisiana, não se encaixam na dicotomia civil law versus direito comum (commom law) porque misturam partes de ambos. Tais sistemas podem ter sido fortemente influenciados pela tradição do direito consuetudinário; no entanto, seu direito privado está firmemente enraizado na tradição do direito civil. Por causa de sua posição entre os dois principais sistemas jurídicos, esses tipos de sistemas jurídicos são às vezes chamados de sistemas jurídicos "mistos". Os tribunais da Louisiana, por exemplo, operam tanto sob o regime de stare decisis quanto da jurisprudência constante. Na África do Sul, o precedente dos tribunais superiores é absolutamente ou totalmente obrigatório para os tribunais inferiores, enquanto o precedente dos tribunais inferiores só tem autoridade persuasiva nos tribunais superiores; horizontalmente, o precedente é prima facie ou presumivelmente vinculativo entre os tribunais.

### Papel dos acadêmicos em jurisdições de direito civil
Os professores de direito nas tradições do direito comum (commom law) desempenham um papel muito menor no desenvolvimento da jurisprudência do que os professores das tradições do direito civil. Como as decisões judiciais nas tradições do direito civil são breves e não são passíveis de estabelecer precedentes, grande parte da exposição do direito nas tradições do direito civil é feita por acadêmicos e não por juízes; isso se chama doutrina jurídica e pode ser publicado em tratados ou em revistas como Recueil Dalloz na França. Historicamente, os tribunais de direito consuetudinário dependiam pouco de estudos jurídicos; assim, na virada do século XX, era muito raro ver um escritor acadêmico citado em uma decisão legal (exceto talvez pelos escritos acadêmicos de juízes proeminentes como "Cokee Blackstone"). Hoje, escritores acadêmicos são frequentemente citados em argumentos e decisões legais como autoridade persuasiva; muitas vezes, eles são citados quando os juízes estão tentando implementar um raciocínio que outros tribunais ainda não adotaram, ou quando o juiz acredita que a reformulação da lei pelo acadêmico é mais convincente do que pode ser encontrado no precedente. Assim, os sistemas de direito comum estão adotando uma das abordagens há muito comuns em jurisdições de direito civil.

## Análise crítica

### Formulações do tribunal
O juiz Louis Brandeis, em uma dissensão com notas de rodapé para Burnet v. Coronado Oil & Gas Co., 285 US 393, 405–411 (1932), explicou (citações e citações omitidas): 
Stare decisis não é... um comando universal e inexorável. "A regra do stare decisis, embora tendendo à consistência e uniformidade de decisão, não é inflexível. Se deve ser seguido ou afastado é uma questão inteiramente ao arbítrio do tribunal, que é novamente chamado a considerar uma questão uma vez decidido". Ficarem as coisas como decididas é geralmente a política sábia, porque na maioria dos assuntos é mais importante que a regra de direito aplicável seja estabelecida do que que seja estabelecida corretamente. Isso é comumente verdade mesmo quando o erro é motivo de séria preocupação, desde que a correção possa ser obtida pela legislação. Mas em casos envolvendo a Constituição Federal, onde a correção por meio de ação legislativa é praticamente impossível, este Tribunal muitas vezes anulou suas decisões anteriores. A Corte se curva às lições da experiência e à força de um melhor raciocínio, reconhecendo que o processo de tentativa e erro, tão frutífero nas ciências físicas, é apropriado também na função judiciária.... Nos casos que envolvem a Constituição Federal a posição desta Corte é diferente da da mais alta corte da Inglaterra, onde a política de stare decisisfoi formulado e é aplicado estritamente a todas as classes de casos. O Parlamento é livre de corrigir qualquer erro judicial; e o recurso pode ser imediatamente invocado. As razões pelas quais este Tribunal deve recusar-se a seguir uma decisão constitucional anterior que considera errônea são particularmente fortes quando a questão apresentada é de aplicação, ao contrário do que pode ser chamado com precisão de interpretação, a Constituição. Nos casos que agora nos são apresentados, raramente há qualquer disputa quanto à interpretação de qualquer disposição. A controvérsia é geralmente sobre a aplicação às condições existentes de alguma limitação constitucional bem reconhecida. Isso é surpreendentemente verdadeiro nos casos sob a cláusula do devido processo legal quando a questão é se uma lei é irracional, arbitrária ou caprichosa; de casos sob a cláusula de proteção igual quando a questão é se há alguma base razoável para a classificação feita por uma lei; e de casos sob a cláusula de comércio quando a questão é se um ônus admitido por uma lei sobre o comércio interestadual é tão substancial que pode ser considerado direto.
Em sua "dissidência marcante" em Burnet, Brandeis "catalogou as práticas reais de anulação da Corte de uma maneira tão poderosa que sua análise de decisão do olhar assistente imediatamente assumiu autoridade canônica". O Tribunal de Apelações dos Estados Unidos para o Terceiro Circuito declarou: 
Um precedente judicial atribui uma consequência jurídica específica a um conjunto detalhado de fatos em um caso julgado ou decisão judicial, o que é então considerado como a regra para a determinação de um caso posterior envolvendo fatos relevantes idênticos ou semelhantes e originados no mesmo tribunal ou um tribunal inferior na hierarquia judiciária.
O Tribunal de Apelações dos Estados Unidos para o Nono Circuito declarou:
Stare decisis é a política do tribunal para manter o precedente; o termo é apenas uma abreviação de stare decisis et non quieta movere — "ficar parado e aderir às decisões e não perturbar o que está estabelecido". Considere a palavra "decisão". A palavra significa, literal e legalmente, a decisão. Sob a doutrina do stare decisis, um caso é importante apenas pelo que decide - pelo "o quê", não pelo "porquê" e não pelo "como". No que diz respeito ao precedente, o stare decisis é importante apenas para a decisão, para a consequência jurídica detalhada após um conjunto detalhado de fatos.
Juiz McHugh do Supremo Tribunal da Austrália em relação aos precedentes observados no caso "Perre v Apand":
[É] o caminho do direito comum, os juízes preferindo ir “de caso a caso, como os antigos marinheiros do Mediterrâneo, abraçando a costa de ponto a ponto e evitando os perigos do mar aberto do sistema ou da ciência”.

### Estudo acadêmico
O precedente visto contra a passagem do tempo pode servir para estabelecer tendências, indicando assim o próximo passo lógico na evolução das interpretações da lei. Por exemplo, se a imigração se tornou cada vez mais restrita sob a lei, então a próxima decisão legal sobre esse assunto pode servir para restringi-la ainda mais. A existência de precedentes submersos (opiniões fundamentadas não disponibilizadas por meio de fontes convencionais de pesquisa jurídica) tem sido identificada como uma força potencialmente distorcida na evolução do direito. Estudiosos recentemente tentaram aplicar a teoria da rede ao precedente para estabelecer qual precedente é mais importante ou autoritário, e como as interpretações e prioridades do tribunal mudaram ao longo do tempo.

## Aplicações

### Desenvolvimento
O direito comum inglês primitivo não tinha ou exigia a doutrina stare decisis por uma série de razões legais e tecnológicas:
- Durante o período de formação do direito comum, as cortes reais constituíam apenas um entre muitos fóruns em que os ingleses podiam resolver suas disputas. As cortes reais operavam ao lado e em competição com as cortes eclesiásticas, senhoriais, urbanas, mercantis e locais.
- As cortes reais não eram organizadas em uma hierarquia; em vez disso, diferentes cortes reais (tesouro, pleitos comuns, banco do rei e chancelaria) competiam entre si.
- Lei substancial em quase todos os assuntos não foi legislada nem codificada, eliminando a necessidade de os tribunais interpretarem a legislação.
- As principais características distintivas e o foco do direito comum não eram o direito substancial, que era o direito consuetudinário, mas o processual.
- A prática de citar casos anteriores não era encontrar regras legais vinculantes, mas como evidência de costume.
- O direito consuetudinário não era um corpo de regras racional e consistente e não exigia um sistema de precedentes vinculantes.
- Antes da imprensa, o estado dos registros escritos dos casos tornava a doutrina do stare decisis totalmente impraticável.[66]

Essas características mudaram ao longo do tempo, abrindo a porta para a doutrina do stare decisis:
No final do século XVIII, os tribunais de common law haviam absorvido a maior parte dos negócios de seus concorrentes não-reais, embora ainda houvesse competição interna entre os próprios tribunais de common law. Durante o século XIX, movimentos de reforma legal na Inglaterra e nos Estados Unidos também acabaram com isso, fundindo os vários tribunais de direito comum em um sistema unificado de tribunais com uma estrutura hierárquica formal. Isso e o advento de relatores de casos particulares confiáveis tornaram prática a adesão à doutrina do stare decisis e logo evoluiu a prática de manter os juízes vinculados às decisões dos tribunais de status superior ou igual em sua jurisdição.

### Sistema legal dos Estados Unidos
Com o tempo, os tribunais dos Estados Unidos e especialmente sua Suprema Corte desenvolveram um grande corpo de decisões judiciais que são chamadas de "precedentes". Essas “regras e princípios estabelecidos em casos anteriores informam as decisões futuras da Corte”. A adesão a regras e princípios criados em casos passados como fundamento para decisões futuras dos tribunais é chamada de stare decisis.
A Suprema Corte dos Estados Unidos considera o stare decisis não apenas como uma doutrina importante, mas também "o meio pelo qual garantimos que a lei não apenas mudará de forma errática, mas se desenvolverá de maneira inteligível e baseada em princípios". Visa reforçar a legitimidade do processo judicial e promover o Estado de Direito. Ele o faz fortalecendo a estabilidade, certeza, previsibilidade, consistência e uniformidade na aplicação da lei aos casos e litigantes. Ao aderir ao stare decisis, a Suprema Corte tenta preservar seu papel "como um tomador de decisões cuidadoso, imparcial e previsível que decide casos de acordo com a lei, em vez das preferências políticas individuais dos juízes". Em Vasquez v. Hillery (1986) a Suprema Corte declarou sucintamente que stare decisis "contribui para a integridade de nosso sistema constitucional de governo, tanto na aparência quanto de fato", mantendo a noção "de que os princípios fundamentais são fundados na lei, e não nas tendências de indivíduos".
Stare decisis reduz o número e o escopo de questões legais que o tribunal deve resolver em litígio. É, portanto, uma economia de tempo para juízes e litigantes. Uma vez que um tribunal tenha resolvido uma questão de direito particular, ele estabeleceu um precedente. Graças ao stare decisis, as ações judiciais podem ser arquivadas de forma rápida e eficiente, porque as batalhas judiciais podem ser resolvidas através do recurso a regras e princípios estabelecidos em decisões anteriores. Stare decisis pode, assim, encorajar as partes a resolver os casos fora do tribunal e, assim, aumentar a eficiência judicial.
Várias decisões da Suprema Corte foram anuladas por decisões subsequentes desde 1798. Ao fazê-lo, a Suprema Corte repetidamente fez várias declarações sobre o stare decisis. Segue-se uma lista não exaustiva de exemplos destas declarações:
- Cidadãos Unidos v. FEC, 558 US 310, at 378 (2010) (Roberts, J., concordando): [[[Stare decisis]]'] o maior propósito é servir a um ideal constitucional – o estado de direito. Segue-se que na circunstância incomum em que a fidelidade a qualquer precedente em particular causa mais danos a esse ideal constitucional do que promovê-lo, devemos estar mais dispostos a nos afastar desse precedente". (citações omitidas) [72][73]
- Paternidade Planejada de Se. Pa. v. Casey, 505 US 833, at 854 (1992) "[O] próprio conceito de estado de direito subjacente à nossa própria Constituição requer tal continuidade ao longo do tempo que o respeito pelo precedente é, por definição, indispensável".) (citações omitidas) [72][73]
- Alleyne v. Estados Unidos, 570 US 99, 118 (2013) (Sotomayor, J., concordando): "Geralmente aderimos às nossas decisões anteriores, mesmo que questionemos sua solidez, porque isso 'promove a imparcialidade, previsibilidade e desenvolvimento consistente de princípios jurídicos, promove a confiança nas decisões judiciais e contribui para a integridade real e percebida do processo judicial.'") [72][73]
- Hilton v. Público da Carolina do Sul. Comissão Ferroviária, 502 US 197, at 202 (1991): "A adesão ao precedente promove estabilidade, previsibilidade e respeito pela autoridade judicial".[72][73]
- Payne v. Tennessee, 501 US 808, em 827 (1991): "Stare decisis é o curso preferido porque promove o desenvolvimento imparcial, previsível e consistente dos princípios jurídicos, fomenta a confiança nas decisões judiciais e contribui para o real e percebido integridade do processo judicial”.[72][73]
- Vasquez v. Hillery, 474 US 254, em 265-66 (1986): Essa doutrina permite que a sociedade presuma que os princípios fundamentais são fundados na lei, e não nas tendências dos indivíduos, e assim contribui para a integridade de nosso sistema constitucional de governo, tanto na aparência quanto de fato".[72][73]
- Taylor v. Sturgell, 553 US 880, em 903 (2008): "[S]tare decisis permitirá que os tribunais disponham rapidamente de processos repetitivos...".) [72][73]
- Payne v. Tennessee, 501 US 808, em 834 (1991) (Scalia, J., concordando): deixado no lugar pela única razão de que uma vez atraiu uma [maioria do Tribunal]".[72][73]
- Patterson v. McLean Credit Union, 491 US 164, at 172 (1989): "Nossos precedentes não são sacrossantos, pois anulamos decisões anteriores onde a necessidade e a propriedade de fazê-lo foram estabelecidas".[72][73]
- Smith v. Allwright, 321 US 649, em 665 (1944): "[Quando] convencido de um erro anterior, este Tribunal nunca se sentiu constrangido a seguir precedentes. Em questões constitucionais, onde a correção depende de emenda e não de ação legislativa, este A Corte ao longo de sua história exerceu livremente seu poder de reexaminar a base de suas decisões constitucionais”.[72][73]
- Janus v. Am. Fed. de Estado, Condado e Mun. Funcionários, 585 US ___, No. 16-1466, slip op. em 34 (2018): "Não revogaremos uma decisão passada, a menos que haja fortes motivos para fazê-lo".[72][73]
- Paternidade Planejada de Se. Pa. v. Casey, 505 US 833, em 864 (1992) (opinião de pluralidade): "[Uma] decisão de anular deve basear-se em alguma razão especial além da crença de que um caso anterior foi decidido erroneamente. A opinião de pluralidade em Casey afirmou também que reexaminar o precedente requer mais do que "uma disposição doutrinária presente para sair de forma diferente".[72][73]
- Arizona v. Rumsey, 467 US 203, at 212 (1984): "Embora a adesão ao precedente não seja rigidamente exigida em casos constitucionais, qualquer afastamento da doutrina do stare decisis exige uma justificativa especial".[72][73]

Stare decisis aplica-se à realização de um caso, em vez de obiter dicta ("coisas ditas pelo caminho"). Como a Suprema Corte dos Estados Unidos colocou: "o ditado pode ser seguido se suficientemente persuasivo, mas não vinculativo". Na Suprema Corte dos Estados Unidos, o princípio do stare decisis é mais flexível em casos constitucionais, como observado pelo juiz Brandeis em sua dissidência histórica em Burnet (como citado extensamente acima). Por exemplo, nos anos de 1946-1992, a Suprema Corte dos EUA reverteu a decisão em cerca de 130 casos. A Suprema Corte dos EUA explicou ainda o seguinte:
[Quando] convencida de um erro anterior, esta Corte nunca se sentiu constrangida a seguir o precedente. Em questões constitucionais, onde a correção depende de emenda, e não de ação legislativa, esta Corte, ao longo de sua história, exerceu livremente seu poder de reexaminar os fundamentos de suas decisões constitucionais.
O Tribunal declarou que, quando um tribunal apresenta várias razões para um determinado resultado, cada razão alternativa que é "explicitamente" rotulada pelo tribunal como um fundamento "independente" para a decisão não é tratada como "simplesmente um ditado". Como Colin Starger apontou, a regra contemporânea de stare decisis descendente da dissidência histórica de Brandeis em Burnet mais tarde se dividiria em concepções fortes e fracas como resultado do desacordo entre o juiz principal William Rehnquist e o juiz associado Thurgood Marshall no caso Payne v. (1991). A concepção forte requer uma "justificativa especial" para anular o precedente contestado além do fato de que o precedente foi "erradamente decidido", enquanto a concepção fraca sustenta que um precedente pode ser anulado se sofrer de "mau raciocínio".
A opinião do Chefe de Justiça John Roberts no caso June Medical Services, LLC v. Russo fornece uma declaração clara da forte concepção de stare decisis. Neste caso, o Tribunal manteve, por uma margem de 5-4, sua decisão de 2016 em Whole Woman's Health v. Hellerstedt, que derrubou uma lei semelhante do Texas exigindo que médicos que realizam abortos tenham o direito de admitir pacientes em um hospital próximo. Roberts escreveu: "A doutrina legal do stare decisis exige que, na ausência de circunstâncias especiais, tratemos casos semelhantes da mesma forma.

### Sistema Jurídico inglês
A doutrina do precedente vinculante ou stare decisis é básica para o sistema jurídico inglês. As características especiais do sistema jurídico inglês incluem o seguinte:

#### A capacidade da Suprema Corte de substituir seu próprio precedente
A Câmara dos Lordes britânica, como tribunal de última instância fora da Escócia antes de ser substituída pela Suprema Corte do Reino Unido, não estava estritamente obrigada a sempre seguir suas próprias decisões até o caso London Street Tramways v London County Council [1898] AC 375. Após este caso, uma vez que os Lordes deram uma decisão sobre uma questão de lei, o assunto foi encerrado a menos e até que o Parlamento fizesse uma mudança no estatuto. Esta é a forma mais estrita da doutrina do stare decisis (uma não aplicada, anteriormente, em jurisdições de direito consuetudinário, onde havia um pouco mais de flexibilidade para um tribunal de última instância rever seu próprio precedente).
Essa situação mudou, no entanto, após a emissão da Declaração de Prática de 1966. Ela permitiu que a Câmara dos Lordes adaptasse a lei inglesa para atender às mudanças nas condições sociais. No caso "R v G & R 2003", a Câmara dos Lordes revogou sua decisão em Caldwell de 1981, que permitiu aos Lordes estabelecer mens rea ("mente culpada") medindo a conduta de um réu contra a de uma "pessoa razoável", independentemente de estado da motivação real do réu.
Embora a Declaração de Prática existisse, a Câmara dos Lordes raramente a utilizava, geralmente apenas como último recurso. Até 2005, a Câmara havia revogado suas decisões anteriores em apenas 20 ocasiões. Essa relutância se originava do receio de introduzir incerteza no sistema legal. A Declaração de Prática explicitava que os Lordes seriam ainda mais relutantes em anular decisões em casos criminais, dada a importância da certeza jurídica nesse campo. O primeiro caso de direito penal a ser revogado sob a Declaração de Prática foi Anderton v. Ryan (1985), que anulou a decisão "R. v. Shivpuri (1986)", duas décadas após a criação da Declaração. É importante notar que o precedente anulado em Anderton v. Ryan havia sido estabelecido apenas um ano antes, mas já era alvo de críticas por parte de diversos juristas e acadêmicos. Lord Bridge, em sua argumentação, salientou que "a consideração da recente decisão em Anderton v. Ryan não intimida. A Declaração de Prática representa um abandono efetivo da nossa pretensão de infalibilidade. Se um erro grave em uma decisão desta Câmara distorce a lei, quanto mais cedo for corrigido, melhor", Apesar disso, a Câmara dos Lordes ainda demonstrava relutância em revogar suas próprias decisões em alguns casos. Em "R v Kansal (2002)", a maioria dos membros da Câmara considerou que a decisão "R v Lambert" havia sido erroneamente proferida e concordou em se afastar dela.

#### Distinguindo o precedente por motivos legais (e não de fato)
Um precedente não vincula um tribunal se constatar que houve uma falta de cuidado no original "Per Incuriam". Por exemplo, se uma disposição legal ou precedente não tivesse sido levada ao conhecimento do tribunal anterior antes de sua decisão, o precedente não seria vinculativo.

## Regras de interpretação legal
Um dos papéis mais importantes do precedente é resolver ambiguidades em outros textos legais, como constituições, estatutos e regulamentos. O processo envolve, em primeiro lugar, a consulta da linguagem simples do texto, conforme esclarecido pela história legislativa da promulgação, precedente subsequente e experiência com várias interpretações de textos semelhantes.

### Interpretação legal no Reino Unido
As ajudas normais de um juiz incluem o acesso a todos os casos anteriores em que um precedente foi estabelecido e um bom dicionário de inglês. Juízes e advogados no Reino Unido usam quatro regras principais para interpretar a lei.
De acordo com a regra literal, o juiz deve fazer o que a legislação atual estabelece, em vez de tentar fazer o que o juiz pensa que isso significa. O juiz deve usar o significado comum e simples das palavras, mesmo que isso produza um resultado injusto ou indesejável. Um bom exemplo de problemas com este método é o caso "R v Maginnis (1987)", em que vários juízes em pareceres separados encontraram vários significados de dicionários diferentes para a palavra fornecimento. Outro exemplo é "Fisher v Bell", onde se considerou que um lojista que colocou um item ilegal em uma vitrine com uma etiqueta de preço não fez uma oferta para vendê-lo, devido ao significado específico de "oferta de venda" no direito contratual, apenas um convite para tratar. Na sequência deste caso, o Parlamento alterou o estatuto (lei legislada) em causa para pôr termo a esta diferença.
A regra de ouro é usada quando o uso da regra (de interpretação) literal obviamente criaria um resultado absurdo. Existem duas maneiras pelas quais a regra de ouro pode ser aplicada: um método restrito e um método amplo. No método estreito, quando há aparentemente dois sentidos contraditórios à redação de uma disposição legislativa, ou a redação é ambígua, deve-se preferir o menos absurdo. No método amplo, o tribunal modifica o sentido literal de forma a evitar o resultado absurdo. Um exemplo desta última abordagem é "Adler v George (1964)". Sob a Lei de Segredos Oficiais de 1920, era uma ofensa obstruir as Forças Reais "nas proximidades de" um local proibido. Adler argumentou que ele não estava nas proximidades de tal lugar, mas estava realmente nele. O tribunal optou por não ler o texto legal no sentido literal para evitar o que de outra forma seria um resultado absurdo, e Adler foi condenado.
A regra "mischief" é a mais flexível dos métodos de interpretação. Decorrente do Caso de Heydon (1584), ele permite que o tribunal aplique o que a lei pretende remediar, em vez do que as palavras realmente dizem. Por exemplo, em Corkery v Carpenter (1950), um homem foi considerado culpado de estar bêbado no comando de uma carruagem, embora na verdade ele só tivesse uma bicicleta. A regra final; embora não seja mais usado após a transição total do Reino Unido para fora da União Europeia. Conhecida como a abordagem de propósito, esta considera a intenção do Tribunal de Justiça Europeu quando o ato foi aprovado.

### Interpretação legal nos Estados Unidos
Nos Estados Unidos, os tribunais declararam consistentemente que o texto da lei (lei estatutária, ou seja, lei aprovada num parlamento) é lido como está escrito, usando o significado comum das palavras da lei.
- "Ao interpretar um estatuto, um tribunal deve sempre recorrer a um parâmetro cardinal antes de todos os outros... [Os tribunais devem presumir o significado do que um corpo legislativo declara num estatuto e o que efetivamente está escrito. " Connecticut Nat'l Bank v. Germain, 112 S. Ct. 1146, 1149 (1992). De fato, "[quando] as palavras de um estatuto são inequívocas, então, este primeiro parâmetro é também o último: 'o processo judicial está completo'. "[88]
- "Uma regra fundamental de construção estatutária (da leis) exige que cada parte de uma lei seja presumida como tendo algum efeito, e não seja tratada como sem sentido, a menos que seja absolutamente necessário". Raven Coal Corp. v. Absher, 153 Va. 332, 149 SE 541 (1929).[88]
- “Ao avaliar a linguagem estatutária (das leis), a menos que as palavras tenham adquirido um significado peculiar, em virtude de definição estatutária ou construção judicial, elas devem ser interpretadas de acordo com seu uso comum”. Muller v. BP Exploration (Alasca) Inc., 923 P.2d 783, 787-88 (Alasca 1996).[88]

No entanto, a maioria dos textos legais tem alguma ambiguidade persistente – inevitavelmente, surgem situações em que as palavras escolhidas pelo legislador não abordam os fatos precisos em questão, ou há alguma tensão entre dois ou mais estatutos. Nesses casos, um tribunal deve analisar as várias fontes disponíveis e chegar a uma resolução da ambiguidade. Os "Cânones de construção estatutária" são discutidos em um artigo separado. Depois que a ambiguidade for resolvida, essa resolução terá efeito vinculativo, conforme descrito no restante deste artigo.

## Aplicação prática
Embora os tribunais inferiores sejam limitados em teoria pelo precedente do tribunal superior, na prática um juiz pode acreditar que a justiça requer um resultado em alguma divergência com o precedente e pode diferenciar fatos do caso individual em raciocínio que não aparece no precedente vinculante. No recurso, o tribunal de apelação pode adotar o novo raciocínio ou reverter com base no precedente. Por outro lado, se a parte vencida não apelar (normalmente por causa do custo do recurso), a decisão do tribunal de primeira instância pode permanecer em vigor, pelo menos para as partes individuais.

### Resistência judicial
Ocasionalmente, um juiz de primeira instância declara explicitamente desacordo pessoal com a sentença que proferiu, mas que é obrigado a fazê-lo por meio de súmula vinculante. Note-se que os tribunais inferiores não podem fugir aos precedentes vinculativos dos tribunais superiores, mas um tribunal pode afastar-se das suas próprias decisões anteriores.

### Considerações estruturais
Nos Estados Unidos, a stare decisis pode interagir de maneira contraintuitiva com os sistemas judiciários federais e estaduais. Em uma questão de lei federal, um tribunal estadual não está vinculado a uma interpretação da lei federal em nível distrital ou de circuito, mas está vinculado a uma interpretação da Suprema Corte dos Estados Unidos. Em uma interpretação da lei estadual, seja lei comum ou lei estatutária, os tribunais federais estão vinculados à interpretação de um tribunal estadual de última instância e normalmente são obrigados a acatar o precedente dos tribunais estaduais intermediários. Os tribunais podem optar por obedecer a precedentes de jurisdições internacionais, mas isso não é uma aplicação da doutrina do stare decisis, porque as decisões estrangeiras não são vinculativas. Pelo contrário, uma decisão estrangeira que é obedecida com base na solidez de seu raciocínio será chamada de autoridade persuasiva – indicando que seu efeito se limita à persuasão das razões que fornece.

### Originalismo
Originalismo é uma abordagem de interpretação de um texto legal em que se busca o sentido "original" do texto legal, ou seja, busca-se a intenção original daquele que criou a lei ou a interpretação jurídica. Em contraste, um não-originalista olha para outras pistas de significado, incluindo o significado atual das palavras, o padrão e a tendência de outras decisões judiciais, mudança de contexto e melhor compreensão científica, observação de resultados práticos e "o que funciona", padrões contemporâneos de justiça, e stare decisis, ou seja, busca um olhar atual para a interpretação ou texto do passado. Ambos visam interpretar o texto, não alterá-lo – a interpretação é o processo de resolver a ambiguidade e escolher entre os significados possíveis, não alterar o texto.
As duas abordagens analisam diferentes conjuntos de fatos implícitos que podem ou não apontar na mesma direção – stare decisis dá mais peso ao entendimento mais recente de um texto jurídico, enquanto o originalismo dá mais peso ao mais antigo. Embora não necessariamente alcancem resultados diferentes em todos os casos, as duas abordagens estão em tensão direta. Originalistas como o juiz Antonin Scalia argumentam que "o stare decisis não costuma ser uma doutrina usada em sistemas de direito civil, porque viola o princípio de que somente o legislador pode fazer a lei". Justiça Scalia argumenta que a América é uma nação de direito civil e não uma nação de direito comum (commom law), indicando, que a possibilidade de proeminência da lei sobre a jurisprudência. Por princípio, os originalistas geralmente não estão dispostos a adiar o precedente quando o precedente parece entrar em conflito com a própria interpretação do originalista do texto constitucional ou inferências da intenção original (mesmo em situações em que não há declaração da fonte original dessa intenção original). No entanto, ainda há espaço dentro de um paradigma originalista para o stare decisis ; sempre que o significado claro do texto tem construções alternativas, o precedente passado é geralmente considerado um guia válido, com o qualificador sendo que ele não pode mudar o que o texto realmente diz.

Os originalistas variam no grau em que se submetem ao precedente. Em suas audiências de confirmação, o juiz Clarence Thomas respondeu a uma pergunta do senador Strom Thurmond, qualificando sua disposição de mudar o precedente desta forma:
Acho que anular um caso ou reconsiderar um caso é um assunto muito sério. Certamente, você teria que ser da opinião de que um caso é decidido incorretamente, mas acho que mesmo isso não é adequado. Existem alguns casos com os quais você pode não concordar e que não devem ser anulados. Stare decisis dá continuidade ao nosso sistema, dá previsibilidade, e no nosso processo de tomada de decisão caso a caso, acho que é um conceito muito importante e crítico. Um juiz que deseja reconsiderar um caso e certamente aquele que deseja anular um caso tem o ônus de demonstrar que não apenas o caso está incorreto, mas que seria apropriado, em vista da stare decisis, fazer essa etapa adicional de anulação aquele caso.
Possivelmente ele mudou de ideia, ou há um corpo muito grande de casos que merecem "o passo adicional" de ignorar a doutrina; de acordo com Scalia, " Clarence Thomas não acredita em stare decisis, ponto final. Se uma linha constitucional de autoridade está errada, ele diria, vamos acertar". Caleb Nelson, ex-funcionário do Ministro Thomas da Suprema Corte e professor de direito da Universidade da Virgínia, elaborou o papel do stare decisis na jurisprudência originalista:
Os tribunais americanos de última instância reconhecem uma presunção refutável contra a anulação de suas próprias decisões anteriores. Em épocas anteriores, as pessoas frequentemente sugeriam que essa presunção não se aplicava se a decisão anterior, na opinião dos membros atuais do tribunal, fosse comprovadamente errônea. Mas quando a Suprema Corte faz análises semelhantes hoje, é duramente criticada. Pelo menos dentro da academia, a sabedoria convencional agora sustenta que uma suposta demonstração de erro não é suficiente para justificar a anulação de uma decisão passada.... [A] sabedoria convencional está errada ao sugerir que qualquer doutrina coerente de stare decisis deve incluir uma presunção contra o precedente anulador que o tribunal atual considera comprovadamente errôneo. A doutrina do stare decisis de fato não seria doutrina se os tribunais fossem livres para anular uma decisão passada simplesmente porque teriam chegado a uma decisão diferente como uma questão original. Mas quando um tribunal diz que uma decisão passada é comprovadamente errônea, ele está dizendo não apenas que teria chegado a uma decisão diferente como uma questão original, mas também que o tribunal anterior foi além do intervalo de indeterminação criado pela fonte de direito relevante..... Os americanos fundadores acreditavam que as decisões judiciais poderiam ajudar a "corrigir" ou resolver o significado de disposições ambíguas da lei escrita. Os tribunais posteriores geralmente deveriam respeitar tais "correções".... Na medida em que a disposição legal subjacente foi determinada, no entanto, não se pensava que os tribunais estivessem igualmente vinculados por precedentes que o interpretassem erroneamente.... Dos atuais membros do Tribunal, os Ministros Scalia e Thomas parecem ter mais fé na determinação dos textos legais que chegam ao Tribunal. Não deveria ser surpresa que eles também pareçam os mais dispostos a anular as decisões anteriores do Tribunal.... Jornalistas proeminentes e outros comentaristas sugerem que há alguma contradição entre o mantra de "contenção judicial" desses ministros e qualquer reexame sistemático de precedentes. Mas se acredita na determinação dos textos legais subjacentes, não é necessário definir "restrição judicial" apenas em termos de fidelidade ao precedente; pode-se falar também de fidelidade aos próprios textos.

### Vantagens e desvantagens
Existem desvantagens e vantagens da súmula vinculante, conforme observado por estudiosos e juristas.

### Crítica aos precedentes
Um dos críticos mais proeminentes do desenvolvimento do precedente legal caso a caso como excessivamente reativo e injustamente retroativo foi o filósofo Jeremy Bentham. Ele atacou a lei comum como "lei do cão": 
Quando seu cão faz qualquer coisa que você queira puni-lo, você espera até que ele faça isso e depois bate nele por isso. É assim que você faz leis para seu cachorro: e é assim que os juízes fazem leis para você e para mim.
Em um livro de 1997, o advogado Michael Trotter culpou o excesso de confiança dos advogados americanos no precedente – especialmente autoridade persuasiva de relevância marginal – em vez dos méritos do caso em questão, como um fator importante por trás da escalada dos custos legais durante o século XX. Ele argumentou que os tribunais deveriam proibir a citação de autoridade persuasiva de fora de sua jurisdição e forçar advogados e partes a argumentar apenas a partir de precedentes vinculantes, sujeito a duas exceções:
1. casos em que a lei da jurisdição estrangeira é o assunto do caso, ou
2. instâncias em que um litigante pretende pedir ao mais alto tribunal da jurisdição para derrubar precedente vinculante e, portanto, precisa citar precedente persuasivo para demonstrar uma tendência compensatória em outras jurisdições.[100]

As desvantagens do stare decisis incluem a sua rigidez, a complexidade do aprendizado da lei, o fato de que as diferenças entre certos casos podem ser muito pequenas e, portanto, parecer ilógicas e arbitrárias, e o crescimento lento ou mudanças incrementais na lei que precisam de uma grande revisão. Um argumento frequentemente levantado contra o precedente é que ele é antidemocrático porque permite que juízes, que podem ou não ser eleitos, façam leis.

### Acordo com precedente
Um contra-argumento (a favor das vantagens do stare decisis) é que se o legislador deseja alterar a jurisprudência (além das interpretações constitucionais) por lei, o legislador tem poderes para fazê-lo. Críticos por vezes acusam juízes particulares de aplicar a doutrina seletivamente, invocando-a para sustentar precedente que o juiz apoiou de qualquer maneira, mas ignorando-a para mudar precedente com o qual o juiz discordou Há muita discussão sobre a virtude de usar stare decisis. Os defensores do sistema, como os minimalistas, argumentam que obedecer aos precedentes torna as decisões "previsíveis". Por exemplo, uma pessoa de negócios pode estar razoavelmente segura de prever uma decisão quando os fatos de seu caso são suficientemente semelhantes a um caso decidido anteriormente. Isso se assemelha aos argumentos contra as leis retroativas (ex post facto) são proibidas pela Constituição dos EUA.